# Leis de Maio

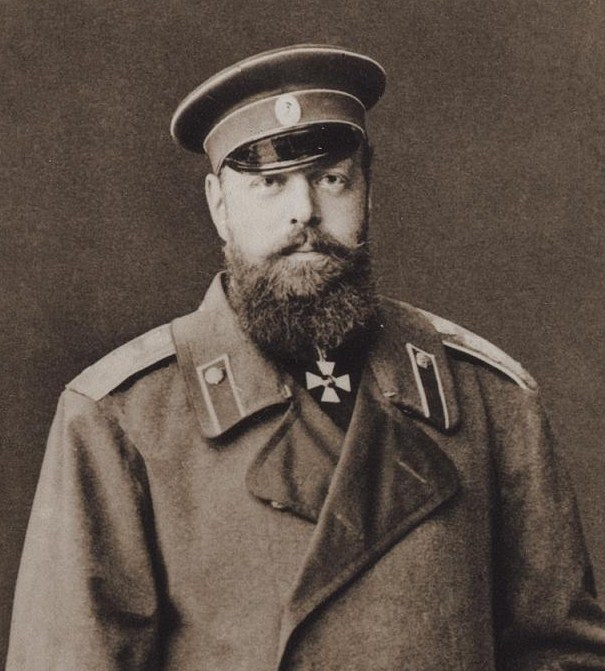
O czar Alexandre III.

Os Regulamentos Temporários Sobre os Judeus (também conhecidos como Leis de Maio) uma legislação russa discriminatória ante aos judeus (antissemitismo), que foram propostos pelo ministro de assuntos internos o conde Nikolay Pavlovich Ignatyev e promulgados em 15 de maio (3 de maio em O.S.) de 1882 pelo czar Alexandre III da Rússia.
Originalmente, os regulamentos de maio de 1882 eram destinados apenas como medidas temporárias até uma futura revisão das leis relativas aos judeus, mas permaneceram em vigor por mais de trinta anos.

## Regulamentos
Eles diziam o seguinte:
1. "Como medida temporária, e até que seja feita uma revisão geral de seu status legal, é decretado que os judeus sejam proibidos de se estabelecer novamente fora das cidades e bairros, com exceções, sendo admitidas apenas no caso das colônias agrícolas judaicas existentes";[1]
2. "São temporariamente proibidas a emissão de hipotecas e outras ações para os judeus, bem como o registro de judeus como arrendatários de bens imóveis situados fora de cidades e bairros; e também a emissão aos judeus de procurações para gerenciar e dispor desses bens imóveis..";[1]
3. "Os judeus são proibidos de realizar negócios aos domingos e nos principais dias sagrados cristãos; os regulamentos existentes sobre o fechamento de locais de negócios pertencentes a cristãos nesses dias também devem se aplicar aos judeus";[1]
4. "As medidas estabelecidas nos parágrafos 1, 2 e 3 aplicam-se apenas aos governos dentro da Zona do Acordo Judaico".[1]

## Legislação subsequente
Nos anos subsequentes, outras leis discriminatórias foram promulgadas. Foram promulgadas cotas limitando o número de judeus admitidos em escolas secundárias e universidades, à sua porcentagem da população em geral.
Esta legislação foi revisada repetidamente. Em 1887, essas cotas administrativas foram reduzidas a 10% dentro da zona (ainda o dobro da porcentagem judaica), 5% fora da zona, exceto Moscou e São Petersburgo, que foram mantidas em 3%. Para muitas cidades da zona, com população judaica significativa, isso resultou em escolas meio vazias e vários estudantes em potencial proibidos de se matricular. Muitos estudantes judeus não conseguiram concluir seus estudos em sua própria terra natal.
A proporção de médicos judeus que trabalhavam no exército não tinha permissão para exceder 5%, enquanto qualquer advogado judeu que desejasse se tornar advogado precisava do consentimento expresso do Ministro da Justiça.
No final do reinado, o direito dos judeus de vender álcool foi revogado.
Na primavera de 1891, a maioria dos judeus foi deportada de Moscou (exceto alguns considerados "úteis") e uma sinagoga recém-construída foi fechada pelas autoridades da cidade, chefiada pelo governador-geral, o Grão-Duque Sergei Alexandrovich, irmão do czar. Cerca de vinte mil foram expulsos, causando condenações internacionais.

Em seu discurso de 9 de dezembro de 1891 no Congresso dos Estados Unidos, o Presidente Benjamin Harrison disse:
"Este governo encontrou uma oportunidade de expressar com espírito amigável, mas com muita seriedade, ao governo do czar, sua séria preocupação por causa das duras medidas impostas contra os hebreus".
Em 1892, novas medidas proibiram a participação judaica nas eleições locais, apesar de seu grande número em muitas cidades da zona. "O Regulamento da Cidade ("Городовое положение") de 1892 proibia os judeus do direito de eleger ou ser eleitos para a cidade de Dumas [...] Dessa forma, a representação proporcional inversa foi alcançada: a maioria dos contribuintes da cidade teve que ser subjugada à minoria que governava a cidade contra os interesses judaicos".
No ano seguinte, a Lei Relativa aos Nomes ("Об именах") impôs punição criminal aos judeus que tentaram "adotar nomes cristãos" e ditou que os judeus deveriam usar seus nomes de nascimento ("какими они означены в метрических книгах"), escritos, anúncios, crachás, etc.
Essas leis permaneceram em vigor até 1917 e deram o impulso para a emigração em massa da Rússia. No período de 1881 a 1920, mais de dois milhões de judeus deixaram o Império Russo. A maioria dos emigrantes judeus russos se estabeleceu nos Estados Unidos ou na Argentina, embora alguns tenham feito aliá para a Palestina, então uma província do Império Otomano.

## Análise de Solzhenitsyn
Uma visão alternativa foi dada pelo historiador e dramaturgo russo Aleksandr Solzhenitsyn em seu livro Two Hundred Years Together, desenhando acusações de antissemitismo ou defesa e apoio. Solzhenitsyn, embora não tente justificar todos os aspectos repressivos das Leis de Maio e de outra legislação judaica, afirma que foram motivados por um desejo de estabilidade social, em vez de antissemitismo religioso ou racista, e que não eram tão repressivos quanto poderiam ter sido. Por exemplo, ele mostra que o decreto que proíbe o assentamento rural se aplicava apenas a novos colonos judeus e afirma que muitas aldeias estavam isentas. O decreto em si foi defendido pelo conde Nikolay Ignatyev, não apenas pelo fato de que "os habitantes do campo talvez saibam que o governo os está protegendo dos judeus", mas também porque "o poder governamental é incapaz de defender [os judeus] contra os pogroms, o que pode ocorrer em aldeias dispersas". Portanto, segundo Solzhenitsyn, as Leis de Maio eram uma medida para proteger os judeus, em vez de oprimi-los.